# Вознесенская, Юлия Николаевна
Ю́лия Вознесе́нская (настоящее имя Ю́лия Никола́евна Оку́лова, урождённая Тараповская; 14 сентября 1940, Ленинград — 20 февраля 2015, Берлин) — русская писательница, прозаик, поэтесса православного направления, диссидент.

## Биография
Юлия Тараповская родилась 14 сентября 1940 года в семье военного инженера. С 1945 по 1950 год жила в Восточном Берлине, куда после войны направили служить её отца. Отец и мать были атеистами и только в конце своей жизни приняли православие. Училась в Ленинградском институте театра, музыки и кино, была активной деятельницей в кругах неформального искусства.
В 1964 году была осуждена на год принудительных работ.
В 1966 году опубликовала свои первые стихи. Печаталась в периодических изданиях, а затем в самиздате. В 1973 году приняла крещение. Участвовала в организации акции, проходившей 14 декабря 1975 года на пл. Декабристов (Сенатской), а также в ряде демонстраций, голодовке протеста художников-нонконформистов.
Проводила литературные вечера в своей комнате в коммунальной квартире. В июне 1976 года участвовала в подготовке первого номера журанала «Часы» (стр. 303). Кроме этого журнала, публиковала стихи и статьи в журналах «37» (стр. 297), «Мария», в «тамиздатских» журналах «Грани», «Третья волна», «Вестник РХД», «Посев».
В том же году была осуждена на пять лет ссылки за «антисоветскую пропаганду». Бежала из ссылки в Воркуте в Ленинград на суд по делу Юлия Рыбакова, за что была приговорена к двум годам заключения, освобождена в июне 1979 года.
На Западе её стихотворения впервые были опубликованы в 1978 году в журнале «Грани». В 1979 году участвовала в издании первого в СССР феминистского альманаха «Женщина и Россия», в подготовке журнала «Мария».
В 1980 году вместе с двумя сыновьями эмигрировала из СССР в Германию. В этом же году в США вышел биографический телефильм о ней «Yulya’s Diary», в котором сыграла главную роль Виктория Федорова. До 1984 года жила во Франкфурте-на-Майне, затем поселилась в Мюнхене, где работала на радиостанции «Свобода».
В 1996—1999 годы жила в Леснинской женской обители Пресвятой Богородицы во Франции (РПЦЗ, Провемон, Нормандия). Там по благословению игуменьи Афанасии написала повесть-притчу «Мои посмертные приключения». Творчество Вознесенской этого периода часто называют «христианским (или православным) фэнтези».
В 2002 году переселилась в Берлин, где проживала вплоть до своей смерти.
Скончалась в Берлине 20 февраля 2015 года, от онкологического заболевания.

## Премии
- звание «Лучшего автора года» на конкурсе «Православная книга России» (2003)
- лауреат ежегодного конкурса произведений для детей и юношества «Алые паруса» в номинации «Проза» — за книгу «Путь Кассандры»

## Книги
- 1987 — «Женский декамерон, Tel Aviv»
- 1987 — «Звезда Чернобыль, New York»
- 2001 — «Мои посмертные приключения»[5]
- 2002 — «Путь Кассандры, или Приключения с макаронами»[6]
- 2004 — «Паломничество Ланселота»[7]
- 2004 — «Юлианна, или Игра в киднеппинг»
- 2005 — «Юлианна, или Опасные игры»
- 2006 — «Сын Вождя»
- 2007 — «Юлианна, или Игра в „Дочки-мачехи“»
- 2008 — «Жила-была старушка в зелёных башмаках»…
- 2009 — «Утоли моя печали» (сборник рассказов)
- 2009 — «Благодарю за любовь»
- 2010 — «Нечаянная радость, или Раб Божий Владлен и другие истории»
- 2011 — «Сто дней до потопа»
- 2012 — «Эдесское чудо»

### Серия «„Русские дела“ графини Апраксиной»
- 2007 — «Русалка в бассейне»
- 2007 — «Асти Спуманте»
- 2015 — «Благодарю за любовь»

### Составитель
- Briefe über die Liebe, München, 1987
- Was die Russen über Deutsche denken, München, 1988

## В кино
- В 1980 году в США вышел биографический телефильм «Дневник Юли» («Yulya’s Diary») о жизни Юлии Вознесенской, главную роль в котором исполнила Виктория Фёдорова.
- 10 июня 2015 года состоялась премьера художественного фильма по повести Вознесенской «Вдвоём на льдине» (режиссёр Валерий Игнатьев).